# Universidad de Buenos Aires
Universidad de Buenos Aires (UBA) er et statsligt universitet, der er beliggende i Buenos Aires, Argentina. 
34°35′59″S 58°22′23″V / 34.59972°S 58.37306°V
Universitetet blev oprettet i 1821 og er med sine ca. 300.000 indskrevne studerende det største universitet i Latinamerika. Det består af 13 fakulteter, 6 universitetshospitaler, 10 museer og har desuden 4 high schools tilknyttet. Det anses for at være Argentinas førende universitet, mens det internationalt rangeres blandt de 200 bedste universiteter, eksempelvis blev det af Times Higher Education placeret som nr. 197 i 2008.